# Campo la Escopeta
Campo la Escopeta är en ort i Mexiko.   Den ligger i kommunen Ayala och delstaten Morelos, i den sydöstra delen av landet, 70 km söder om huvudstaden Mexico City. Campo la Escopeta ligger 1 291 meter över havet och antalet invånare är 180.
Terrängen runt Campo la Escopeta är kuperad söderut, men norrut är den platt. Runt Campo la Escopeta är det ganska tätbefolkat, med 222 invånare per kvadratkilometer. Närmaste större samhälle är Cuautla Morelos, 3,3 km nordost om Campo la Escopeta. Omgivningarna runt Campo la Escopeta är en mosaik av jordbruksmark och naturlig växtlighet.